# Campaign Life Coalition
La Campaign Life Coalition, talvolta abbreviata come Campaign Life è un'organizzazione politico-religiosa canadese laica di orientamento cristiano evangelico e conservatore. Fu fondata nel 1978 a Toronto, dove al 2019 si trova la sua sede principale. 
Nata come movimento di opposizione all'aborto e all'eutanasia, Campaign Life Coalition promuove i valori del cosiddetto conservatorismo sociale e della famiglia tradizionale. Si dichiara contraria ai matrimoni fra persone dello stesso sesso, all'ordinazione sacerdotale delle donne e degli omosessuali, alla fornicazione, a concedere specifici diritti alle persone transessuali, all'educazione sessuale e all'utilizzo dei metodi contraccettivi ed è attiva nell'informazione rispetto ai casi di pedofilia all'interno della gerarchia ecclesiastica e nel mondo secolare.

## Attività politica
Nel 2005 la coalizione criticò il Partito conservatore del Canada per la candidatura di John Baird e di Peter Kent, i quali avevano sostenuto la legalizzazione del matrimonio tra persone dello stesso sesso. Campaign Life sostenne la candidatura "conservatrice indipendente" di John Pacheco contro Baird nel distretto elettorale di Ottawa West — Nepean, nonché la candidatura indipendente di Greg Watrich, che nel distretto elettorale di Port Moody—Westwood—Port Coquitlam, nella British Columbia, era l'avversario del parlamentare conservatore James Moore, sostenitore della legge sulle unioni civili.
Campaign Life garantì il proprio supporto ai candidati Brad Trost e Pierre Lemieux alle elezioni primarie del partito conservatore canadese del 2017.
Un articolo del 24 dicembre 2018 condusse un'analisi delle dichiarazioni pubbliche nelle quali Obama e Trump citando la Bibbia avrebbero rivelato pubblicamente la propria fede cristiana.

## LifeSiteNews
LiFeSiteNews è la testata giornalistica online della Campaign Life Coalition, fondata nel 1997 come sito web dedicato a "questioni di cultura, vita e famiglia". LifesiteNews è disponibile esclusivamente in lingua inglese, ed è consultabile gratuitamente dai lettori, ai quali chiede di contribuire attraverso una libera donazione. Al 2019, i commenti degli articoli risultano quasi sempre chiusi. Il 6 dicembre 2018 ha pubblicato un articolo sull'ultima visione mistica di san Tommaso d'Aquino e la Presenza reale di Gesù Cristo nell'Eucaristia, di taglio marcatamente e inequivocabilmente cristiano tomista.
La prima attività del sito è stata quella di promuovere una visione contraria all'interruzione di gravidanza e di smentire la tesi di una presunta cospirazione mediatica contro il movimento anti-abortista.
Secondo il sito Snopes.com, LifeSiteNews è «un noto fornitore di informazioni fuorvianti». L'Associated Press ha definito LifeSite News come un sito   "ultraconservatore".  A maggio del 2019, il vaticanista Philip Pullela firmò un articolo pubblicato da Reuters, nel quale scrisse che il sito è «sovente una piattaforma per attacchi rivolti contro papa Bergoglio».

La rivista LGBT statunitense The Advocate dichiarò che il sito è «un outlet contro il [mondo] LGBT». LifeSiteNews ha spesso proposto una nesso causale ovvero confuso la pedofilia con l'omosessualità, contrariamente all'orientamento scientifico dominante e consolidato fra gli studiosi.
Nel 2011 il sacerdote cattolico canadese Raymond Gravel querelò il sito per diffamazione. Nel 2013, la causa fu dichiarata procedibile e iscritta a ruolo in un tribunale del Québec, ma la morte di Gravel per un cancro ai polmoni l'11 agosto 2014 determinò l'archiviazione del processo.

L'apologista cattolica Dave Armstrong criticò LifeSiteNews come un sito la cui posizione è "radicale, cattolica e reazionaria" ma ha anche dei difetti.
Nel 2016, il sito mediabiasfactcheck.com ha recensito negativamente LifeSiteNews come un sito che seleziona le notizie favorevoli al mondo cristiano evangelicale e che è contraddistinto da una debole verifica dei fatti e delle fonti.